# آب بشقاب معمولی
آب بشقاب معمولی (نام علمی: Hydrocotyle vulgaris) نام یک گونه از تیره عشقه‌ایان است.